# الثلاث الغرر
الثَلَاثُ الغُرَرْ هي الثلاث الأيام الأولى من كل شهر قمري، وسميت بذلك لأنها تأتي في غرة الشهر والغرر جمع غرة. وغرة كل شيء، أوله. ويليه بعده ثلاث ليال تسمى نفل.

## التاريخ
يقول البيروني: «لم تكن العرب تسمي أيامهم بأسماء مفردة غير أنهم أفردوا لكل ثلاث ليال من كل شهر من شهورهم اسمًا على حدة مستخرجًا من حال القمر وأطاره فيها، فإذا ابتدءوا من أول الشهر. كانت أول ثلاث ليال تسمى عندهم «غرر» جمع غرة. وغرة كل شيء أوله ثم ثلاث ليال نفل من قولهم تنفل إذا ابتدأ بالعطية من غير وجوب ثم ثلاث تُسع: لأن آخر ليلة منها هي التاسعة ثم ثلاث عُشر: لأن أولها العاشرة ثم ثلاث بيض: لأنها تبيض بطلوع القمر من أولها إلى آخرها ثم ثلاث درع: لاسوداد أوائلها تشبيهًا بالشاة الدرعاء ثم ظلم ثم حنادس: وقيل لها «دهم» لسوادها ثم ثلاث دآدىء: لأنها بقايا ثم محاق: لانحماق القمر والشهر وهذه كلها مأخوذة من وجوه القمر وأطواره». وقد كانت العرب تسمي كل ثلاث ليال من الشهر باسم، فالثلاث الأول: الغرر، والتي تليها: النفل، والتي تليها: التسع، والتي تليها: العشر، ثم البيض، ثم الدرع، ثم الظلم، ثم الحنادس، ثم الدآدي، ثم المحاق، وقد نظم ذلك في منظومة فقيل: